# História de Sinué

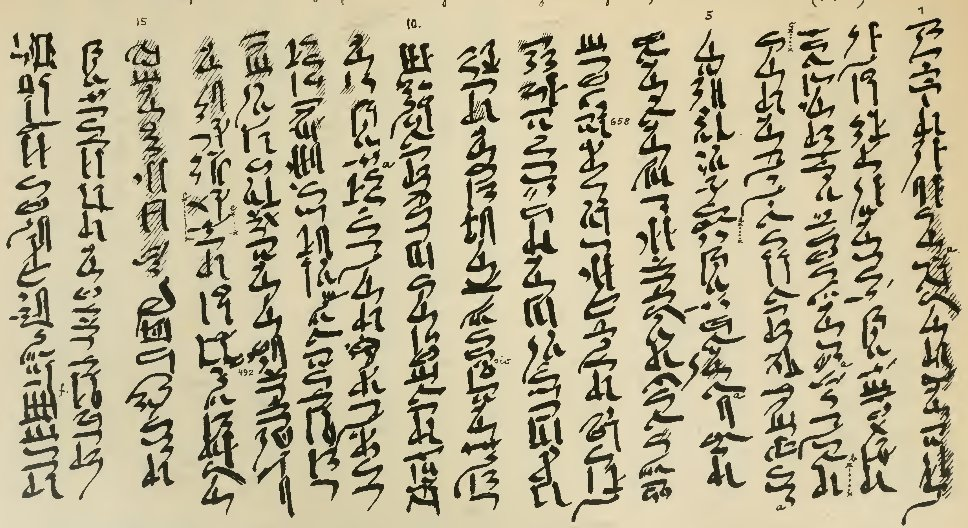
Início do Papiro Berlin 3022, que contém a história de Sinuhe, uma narrativa egípcia antiga do Império Médio (12. Dinastia, ca. 1800 aC)

História de Sinué é o título de uma das mais importantes obras da literatura do Antigo Egito. Foi escrita na época do Império Médio, em cerca de 2000 a.C.
Esta narrativa foi escrita em numerosos manuscritos, o que comprova a sua popularidade entre os egípcios. Os manuscritos mais antigos são da época da XII dinastia egípcia, mas conhecem-se vinte cópias da época do Império Novo, ou seja, de uma época situada mil anos depois. O grande número de cópias da história pode estar relacionado com o facto de ter funcionado como um exercício de aprendizagem da escrita praticado nas escolas de escribas. 

## Enredo
A História de Sinué conta a história de um funcionário da rainha Neferu, filha do rei egípcio Amenemés I e esposa de Sesóstris I, da sua partida do Egito e da sua vida na região da Síria-Palestina antes de regressar ao seu país natal. 
A obra abre com uma enunciação dos títulos que Sinué detinha e com a notícia da morte de Amenemés I.
O seu filho, Sesóstris, encontrava-se no caminho de regresso de uma campanha militar no deserto líbico quando uns emissários reais comunicam-lhe a morte do pai. Sesóstris parte rapidamente para a capital. 
Os outros irmãos de Sesóstris também faziam parte da expedição e receberam também mensagens de emissários. Sinué ouve parte de uma conversa (cujo teor não é revelado no texto) e fica aterrorizado. 
Temendo pela sua vida face à possível anarquia que se instalaria no Egito após a morte do rei Amenemés I, Sinué decide fugir, encaminhando-se no sentido da fronteira oriental do país, onde se achava a "Muralha do Soberano", mandada construir para evitar as invasões dos Asiáticos. 
Uma vez que não tinha levado suficientes mantimentos para a viagem, quase morre de sede e de fome na travessia do deserto do Sinai. Um beduíno salva-o e Sinué atravessa a Síria e Palestina. 
Sinué trava conhecimento com o líder do Retenu Superior (Líbano), Amunenchi, que lhe entrega a sua filha mais velha em casamento e lhe oferece uma terra para governar. Esta terra, denominada Yaa, é descrita como rica em mel, frutos e gado. Sinué fixa-se neste local, tem vários filhos que se tornariam chefes de tribos e lidera as tropas de Amunenchi contra os ataques dos estrangeiros ao Retenu. 
Um dia achava-se Sinué na sua tenda quando foi desafiado por um homem para um duelo. Este homem era um guerreiro bastante forte que havia derrotado todos os guerreiros do Retenu e que invejava a posição de Sinué. No dia do duelo, e apesar da inferioridade das suas armas, Sinué consegue derrotar o adversário, apoderando-se dos seus tesouros.
Chegado à velhice, Sinué decide regressar ao Egito, onde desejava ser sepultado. Decide escrever ao rei, Sesóstris, que lhe envia presentes e pede-lhe que regresse, oferecendo-lhe a construção de um túmulo. Antes de partir, Sinué fez do seu filho mais velho chefe da tribo. Chegado ao Egito, Sinué é convidado a se apresentar ao palácio real.
Uma vez no palácio, Sinué prostra-se perante o rei, que se dirige a ele num tom afável. A rainha, surpresa com a notícia de Sinué ter regressado, não o reconhece devido ao facto de este ter uma barba e estar vestido como um asiático. 
Lavado, com cabelo cortado e barba feita, Sinué recebe do rei uma casa no campo e torna-se seu amigo. O rei assega igualmente a construção de uma pirâmide de pedra que serviria como túmulo quando Sinué morresse.